# Stockheim (Spalt)
Stockheim (fränkisch: Schduhgum) ist ein Gemeindeteil der Stadt Spalt im Landkreis Roth (Mittelfranken, Bayern). Stockheim liegt in der Gemarkung Enderndorf am See. Der Ort ist ein staatlich anerkannter Erholungsort im Fränkischen Seenland.

## Geographie
Das Dorf Stockheim liegt etwa einen halben Kilometer nördlich des Igelsbachsees und wird im Norden von der Kreisstraße RH 18/WUG 1 tangiert, die nach Hagsbronn (1,1 km nordöstlich) bzw. über Griesbuck nach Absberg (2 km südwestlich) führt. Eine Gemeindeverbindungsstraße führt die RH 13 kreuzend zur Kreisstraße RH 6 bei Fünfbronn (1,6 km nördlich).

## Geschichte
Der Ort wurde in einer Urkunde, die im Zeitraum von 1300 bis 1364 entstanden ist, als „Stockheim“ erwähnt, das vom Regensburger Bischof mit dem Eichstätter Bischof eingetauscht wurde. Eine Erwähnung im Jahre 1180 kann nicht sicher diesem Ort zugeordnet werden. Das Bestimmungswort ist Stock, womit die durch Rodung stehengebliebenen Wurzelstöcke gemeint waren.
Die Güter sowie die Religionszugehörigkeit wurden seitdem immer wieder durch neue Herrscher beansprucht und in Besitz genommen. Die Besiedlung liegt aber sehr viel weiter zurück, wie der 1902 von einem Hirten entdeckte Bronzeschatz von Stockheim zeigt. Dieser wird in die Zeit um 1200 v. Chr. datiert.
Gegen Ende des 18. Jahrhunderts gab es in Stockheim 7 Anwesen. Das Hochgericht übte das brandenburg-ansbachische Oberamt Gunzenhausen aus. Grundherren waren das ansbachische Verwalteramt Merkendorf (1 Hof), das Kollegiatstift Spalt (2 Güter) das Spitalamt Heilig Geist (1 Hofgut) und Nürnberger Eigenherren (Harsdorf zu Enderndorf: 1 Gut, 1 Gütlein; Kreß von Kressenstein: 1 Hof). Die Dorf- und Gemeindeherrschaft wurden von den Grundherren ganerblich wahrgenommen.
Im Rahmen des Gemeindeedikts wurde Stockheim dem 1808 gebildeten Steuerdistrikt Absberg und der 1811 gebildeten Ruralgemeinde Absberg zugewiesen. 1818 erfolgte die Umgemeindung nach Enderndorf. Am 1. Juli 1972 wurde Stockheim nach Spalt eingemeindet.

### Baudenkmäler
Die Kapelle in der Ortsmitte entstand im Jahr 1863. Neben der Kapelle sind vier weitere historische Gebäude erhalten und als Baudenkmale erhalten.

### Einwohnerentwicklung
| Jahr      | 001818 | 001840 | 001861 | 001871 | 001885 | 001900 | 001925 | 001950 | 001961 | 001970 | 001987 | 002018 |       |
| Einwohner | 68     | 78     | 95     | 88     | 86     | 76     | 80     | 106    | 73     | 76     | 58     | 90     | 78    |
| Häuser    | 10     | 12     |        |        | 15     | 14     | 14     | 14     | 13     |        | 16     |        |       |
| Quelle    | [ 14 ] | [ 15 ] | [ 16 ] | [ 17 ] | [ 18 ] | [ 19 ] | [ 20 ] | [ 21 ] | [ 22 ] | [ 23 ] | [ 24 ] | [ 1 ]  | [ 1 ] |

## Religion
Der Ort ist römisch-katholisch geprägt und gehört bis heute zur Kirchengemeinde St. Ägidius (Hagsbronn), einer Filiale von St. Emmeram (Spalt). Die Einwohner evangelisch-lutherischer Konfession sind in die Christuskirche (Absberg) gepfarrt.

## Tourismus
Stockheim war bis vor der Entstehung des Fränkischen Seenlandes stark landwirtschaftlich geprägt. Da der Ort sehr zentral und ruhig in dem ab den 1980er Jahren neu geschaffenen Tourismusgebiet liegt, entwickelte sich der Tourismus vor allem im Bereich Familienurlaub und für Ruhesuchende.